# Pseudohydromys eleanorae
Pseudohydromys eleanorae — вид мишоподібних гризунів родини мишеві (Muridae).

## Опис
Гризун невеликого розміру, з довжиною голови і тіла від 94 до 103 мм, довжина хвоста між 89 і 92 мм, довжина стопи від 18.5 до 19.5 мм і довжина вух між 9.0 і 12 мм. Шерсть коротка і щільна. Тіло сіре. Вуса короткі, очі маленькі. Зовнішня частина ніг світла, вкрита крихітним срібним волоссям. Хвіст коротший, ніж голова і тіло, рівномірно коричневий, з білим кінчиком.

## Поширення, екологія
Цей вид широко розповсюджений у центрально-східній частині хребта Нової Гвінеї. Він живе в моховому гірському лісі між 2440 і 3050 метрів над рівнем моря.